# Белхароев, Асхаб Абукарович
Асхаб Абукарович Белхароев (род. 6 апреля 1944, Киргизская ССР) — советский борец греко-римского стиля, мастер спорта СССР, Заслуженный тренер России, Заслуженный работник физической культуры Республики Ингушетия.

## Биография
Белхароев родился в депортации в Киргизии. Там же увлёкся классической борьбой. Через год после начала тренировок он стал чемпионом Казахстана и Средней Азии в своей возрастной категории.
В 1960 году семья вернулась на Родину. Он поступил в сельскохозяйственный техникум и начал выступать за спортивное общество «Урожай». Вскоре он стал чемпионом ДСО «Урожай» среди взрослых. В 18 лет он выполнил норматив мастера спорта СССР среди взрослых.
После окончания сельхозтехникума Белхароев некоторое время работал в колхозе. Затем он поступил во Фрунзенский институт физической культуры, а в 1968 году перевёлся на факультет физической культуры Чечено-Ингушского педагогического института. После окончания института он перешёл на тренерскую работу в Сунженской детско-юношеской спортивной школе.
В день 75-летия известного тренера, 6 апреля 2019 года, он был приглашён главой Ингушетии Юнус-Беком Евкуровым в свою резиденцию, где последний поздравил Белхароева с юбилеем, поблагодарил за плодотворный труд и вручил ему ценный подарок.
В январе 2019 года в станице Орджоникидзевской прошёл открытый турнир по греко-римской борьбе в честь Асхаба Белхароева.

## Известные воспитанники
- Албаков Аслан — чемпион Европы среди юношей, обладатель Кубка СССР, мастер спорта СССР международного класса.
- Белхороев, Руслан Курейшевич (1987) — призёр чемпионатов России и Европы, мастер спорта России международного класса.
- Чагиев, Беслан Саварбекович (1968—2009) — призёр чемпионата СССР и Кубка мира, чемпион России, СНГ и Европы, мастер спорта СССР международного класса

и целый ряд других спортсменов. Всего по состоянию на 2019 год Асхабом Белхароевым подготовлено 40 призёров первенства России и Южного Федерального округа среди юношей, 50 мастеров спорта России, 35 кандидатов в мастера спорта.